# Polygonanthus
Polygonanthus is een geslacht uit de familie Anisophylleaceae. De soorten komen voor van Guyana tot in Noord-Brazilië.

## Soorten
- Polygonanthus amazonicus Ducke
- Polygonanthus punctulatus Kuhlm.